# Humberto Sorí Marín
Humberto Sorí Marín (Cuba, 1915 – L'Avana, 20 aprile 1961) è stato un rivoluzionario e politico cubano. Dopo la fine della rivoluzione cubana nel gennaio del 1959, prestò servizio come ministro dell'agricoltura, ma si dimise nel maggio dello stesso anno. Poco prima dell'invasione della baia dei Porci, fu arrestato dopo lo sbarco a Cuba con armi ed esplosivi, e fu giustiziato dopo l'invasione.

## Politica negli anni '50
All'inizio degli anni '50, Sorí Marín era un avvocato professionista e un membro del Partito Autentico, un partito politico cubano di ideologia nazionalista.

## Rivoluzione
Nel 1957 si unì al Movimento del 26 luglio sulle montagne della Sierra Maestra. Nel 1958, aiutò Fidel Castro a redigere leggi che sarebbero state seguite dall'Ejército Rebelde (Esercito Ribelle) e intendeva essere introdotto successivamente nel governo. La prima legge autorizzava le corti sommarie marziali mentre le sanzioni includevano l'esecuzione per crimini di omicidio, incendio doloso e saccheggio; la legge fu firmata l'11 febbraio 1958. Il 10 ottobre 1958, Sorí Marín assistette Castro nell'approvazione della Legge n. 2, che promuoveva un boicottaggio contro le elezioni presidenziali previste per il 3 novembre 1958. Fu determinante per l'approvazione della Legge n. 3, che promuoveva la riforma agraria, una politica inizialmente adottata da Castro nel 1953. Servì nell'esercito ribelle con il grado di maggiore, e nel dicembre 1958 fu promosso comandante, con il titolo di giudice avvocato generale.

## Governo rivoluzionario
Dopo il successo della rivoluzione cubana il 1º gennaio 1959, fu nominato ministro dell'agricoltura, sotto il primo ministro José Miró Cardona e il presidente Manuel Urrutia Lleó. Sorí Marín fu il giudice principale nei processi per crimini di guerra dell'Avana del 1959. Il 23 gennaio 1959, insieme ad altri due giudici, presiedette il processo televisivo del maggiore Jesús Sosa Blanco. Il 13 febbraio, Fidel Castro fu nominato primo ministro e ordinò un nuovo processo per Sosa Blanco dopo reazioni sfavorevoli a livello mondiale. In un nuovo processo il 18 febbraio, Sorí Marín pronunciò nuovamente una condanna a morte per Sosa Blanco, che fu eseguita in poche ore.
Mentre era ministro dell'agricoltura, sperava di conservare alcuni elementi della proprietà terriera privata e tenne colloqui con i rappresentanti dell'agricoltura dell'ambasciata statunitense. Tra i suoi incaricati come direttore regionale dello sviluppo agricolo c'era Manuel Artime Buesa, che organizzava segretamente attività anticomuniste.
Contribuì a sviluppare la bozza delle leggi sulla riforma agraria di Cuba in collaborazione con Che Guevara, ma è stato assente quando il governo approvò l'approvazione finale dell'atto. Nel maggio del 1959, dopo l'emanazione della legge, si dimise da ministro e si unì a Manuel Artime, Tony Varona, Carlos Prío e Aureliano Sánchez Arango nella loro campagna per ridurre le influenze comuniste nel governo e nelle forze armate. Huber Matos, capo dell'esercito ribelle nella provincia di Camagüey, si dimise nell'ottobre 1959 e fu presto arrestato. In pochi giorni, Sorí Marín, Aldo Vera Serafin e molti dei loro colleghi anticomunisti lasciarono Cuba per raggrupparsi negli Stati Uniti. Sorí Marín, con il sostegno dell'ufficiale della CIA E. Howard Hunt, sviluppò piani per aumentare le attività terroristiche armate a Cuba e rovesciare l'amministrazione Castro. Mentre era a Miami, divenne un importante organizzatore del Fronte Rivoluzionario Democratico Cubano (FRD).

## Terrorismo e invasione
La notte del 13 marzo 1961, Sorí Marín, Rafael Díaz Hanscom, Manuel Puig Miyar, Nemesio Rodríguez Navarrete e Gaspar Domingo Trueba Varona sbarcarono da una nave a Fundora Point, Celimar, vicino a L'Avana, con armi ed esplosivi. Il 18 marzo, gli insorti, con Rogelio González Corzo e altri membri del Fronte per la Rivoluzionaria Unità (FRU), si incontrarono a Siboney. Gli ufficiali della sicurezza dello stato cubano (G-2) fecero irruzione nella riunione e arrestarono tutte e 11 le persone lì, durante le quali Sorí Marín fu colpito e ferito.
Aldo Vera, un vecchio rivoluzionario ufficiale della sicurezza di Stato, e altri membri del FRU continuarono a organizzare attacchi terroristici, come l'incendio di El Encanto, e pianificarono anche di liberare Sorí Marín ed altri dalla detenzione. Poco prima dell'invasione della baia dei Porci, ufficiali del G-2 arrestarono molti membri del gruppo. Il 20 aprile 1961, dopo il fallimento dell'invasione, Sorí Marín fu giustiziato da un plotone.